# Cung điện Westminster
Cung điện Westminster là nơi nhóm họp của Lưỡng viện Quốc hội là Thượng viện và Hạ viện. Được biết đến với tên gọi không chính thức là Tòa nhà Nghị viện sau khi có người cư ngụ, cung điện nằm trên bờ bắc của sông Thames ở Thành phố Westminster, Trung tâm Luân Đôn, Anh, gần các tòa nhà chính phủ ở Whitehall.
Tên của nó bắt nguồn từ tu viện Westminster lân cận, có thể đề cập đến một số công trình kiến trúc lịch sử nhưng thường gặp nhất là Cung điện cũ, một khu phức hợp xây dựng từ thời Trung Cổ nhưng đã bị phá hủy phần lớn sau trận hỏa hoạn năm 1834 hoặc là Cung điện mới thay thế như hiện tại. Cung điện thuộc sở hữu của nền quân chủ và được sử dụng cho các mục đích nghi lễ quốc gia, nổi bật nhất là lễ Khai mạc Quốc hội, nhưng vẫn giữ nguyên trạng như một nơi ở của hoàng gia. Ủy ban được chỉ định bởi lưỡng viện sẽ quản lý tòa nhà và báo cáo cho chủ tịch của hai viện.
Cung điện hoàng gia đầu tiên được xây dựng trên địa điểm có niên đại từ thế kỷ 11, và Westminster trở thành nơi ở chính của các vị vua nước Anh cho đến khi hỏa hoạn thiêu rụi các căn hộ hoàng gia vào năm 1512, sau đó Cung điện Whitehall gần đó được thành lập để làm nơi ở mới. Phần còn lại của Westminster tiếp tục đóng vai trò là trụ sở của Nghị viện Anh, nhóm họp ở đó từ thế kỷ 13, đồng thời là trụ sở của Tòa án Tư pháp Hoàng gia Anh có trụ sở trong và xung quanh hội trường Westminster. Vào năm 1834, một trận hỏa hoạn thậm chí còn lớn hơn trước đã tàn phá nặng nề các Tòa nhà Nghị viện, và các công trình kiến trúc thời Trung Cổ quan trọng duy nhất còn tồn tại là Hội trường Westminster, hàng hiên Thánh Stêphanô, Hầm mộ của Nhà nguyện Thánh Maria, và Tháp Jewel.
Trong cuộc thi tái thiết Cung điện sau đó, kiến trúc sư Charles Barry đã giành chién thắng với thiết kế các tòa nhà mới theo phong cách kiến trúc Tân Gothic, đặc biệt lấy cảm hứng từ phong cách kiến trúc Gothic Anh thế kỷ 14-16. Phần còn lại của Cung điện cũ (ngoại trừ tháp Jewel tồn tại riêng lẻ) được đưa vào công trình thay thế lớn hơn nhiều so với trước với hơn 1.100 phòng đối xứng xung quanh hai dãy sân có tổng diện tích sàn lên tới 112.476 m2 (1.210.680 foot vuông). Một phần diện tích của Cung điện mới rộng 3,24 hécta (8 mẫu Anh) được mở rộng ra sông Thames là nơi xây dựng mặt tiền dài gần 300 mét (980 ft) được gọi là River Front (mặt sông). Augustus Pugin một người có thẩm quyền hàng đầu về kiến trúc và phong cách Gothic, đã hỗ trợ Barry và thiết kế nội thất của cung điện. Việc xây dựng bắt đầu vào năm 1840 và kéo dài trong 30 năm, với việc chậm tiến độ lớn và chi phí vượt định mức, cũng như cái chết của cả hai kiến trúc sư hàng đầu. Các công trình được trang trí nội thất thuận lợi cho đến thế kỷ 20. Công việc bảo tồn lớn đã được thực hiện kể từ đó để tránh tác động từ ô nhiễm không khí ở London và quá trình sửa chữa lớn sau Chiến tranh thế giới lần thứ hai, bao gồm cả việc xây dựng lại Phòng Thứ dân bị thiệt hại sau vụ đánh bom năm 1941.
Cung điện là một trong những trung tâm chính trị của Vương quốc Anh. "Westminster" đã trở thành một biệt danh cho Quốc hội và Chính phủ Vương quốc Anh. Hệ thống Westminster ra đời để tưởng nhớ đến tên của cung điện. Tháp Elizabeth, thường được gọi theo tên của quả chuông chính là Big Ben đã trở thành một địa danh mang tính biểu tượng của London và Vương quốc Anh nói chung, một trong những điểm thu hút khách du lịch nổi tiếng nhất trong thành phố, và là một biểu tượng của nền dân chủ Nghị viện. Sa hoàng Nikolai I của Nga đã gọi nó là "một giấc mơ trong đá". Cung điện Westminster là tòa nhà được xếp hạng Cấp I từ năm 1970 và là một phần của Di sản thế giới được UNESCO công nhận từ năm 1987.

## Lịch sử
Địa điểm của Cung điện Westminster rất quan trọng về mặt chiến lược trong suốt thời Trung Cổ, vì nó nằm trên bờ sông Thames. Được biết đến vào thời Trung Cổ với tên gọi Đảo Thorney, địa điểm này có thể đã được sử dụng lần đầu tiên làm nơi ở của hoàng gia bởi Knud Đại đế trong thời kỳ trị vì của ông từ 1016 đến 1035. Edward Người Tuyên xưng Đức tin, vị vua Anglo-Saxon áp chót của Anh đã cho xây dựng một cung điện hoàng gia trên đảo Thorney, ngay phía tây của Thành phố Luân Đôn, vào khoảng thời gian ông cho xây dựng Tu viện Westminster (1045–1050). Đảo Thorney và khu vực xung quanh nhanh chóng được gọi là Westminster, được lấy từ "west" (phía tây) và "minster" (nhà thờ lớn hoặc thánh đường). Cả những tòa nhà được sử dụng bởi Anglo-Saxon và những tòa nhà được sử dụng bởi William I hiện đều không còn tồn tại. Phần tồn tại lâu đời nhất của Cung điện là Hội trường Westminster có niên đại từ thời trị vì của người kế vị William I là vua William II (1087–1100).
Cung điện Westminster hoạt động như nơi ở chính của các quốc vương Anh vào cuối thời Trung Cổ. Những cơ quan tiền nhiệm của Nghị viện gồm hội đồng của các vị vua và quý tộc Anglo-Saxon ở Anh (Witenagemot) và Hội đồng Hoàng gia (Curia regis) đã tụ họp ở Hội trường Westminster (mặc dù họ đã đi theo Nhà vua khi ông chuyển đến các cung điện khác). Nghị viện của Simon de Montfort bao gồm các đại diện của các thị trấn lớn đã họp tại Cung điện vào năm 1265. Nghị viện kiểu mẫu của Frederic William Maitland đã chính thức họp ở cung điện vào năm 1295, và hầu như tất cả các Nghị viện Anh tiếp theo và sau năm 1707 đều nhóm họp tại Cung điện.

## Hình ảnh

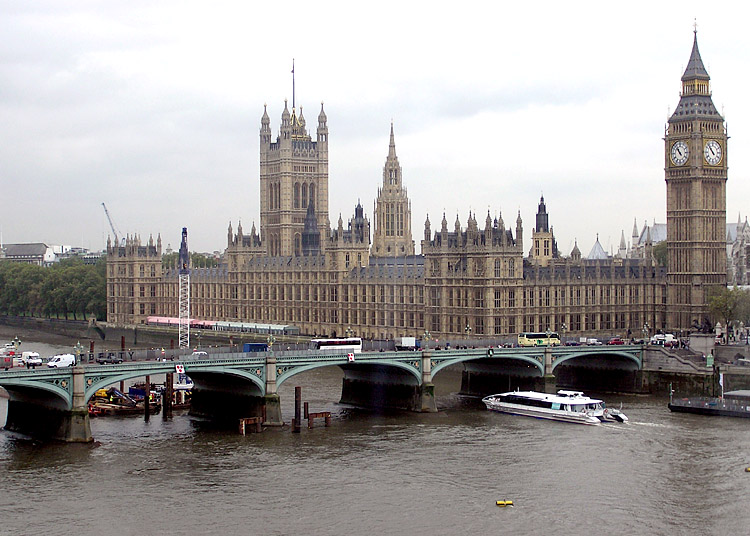
Cung Westminster bên sông Thames
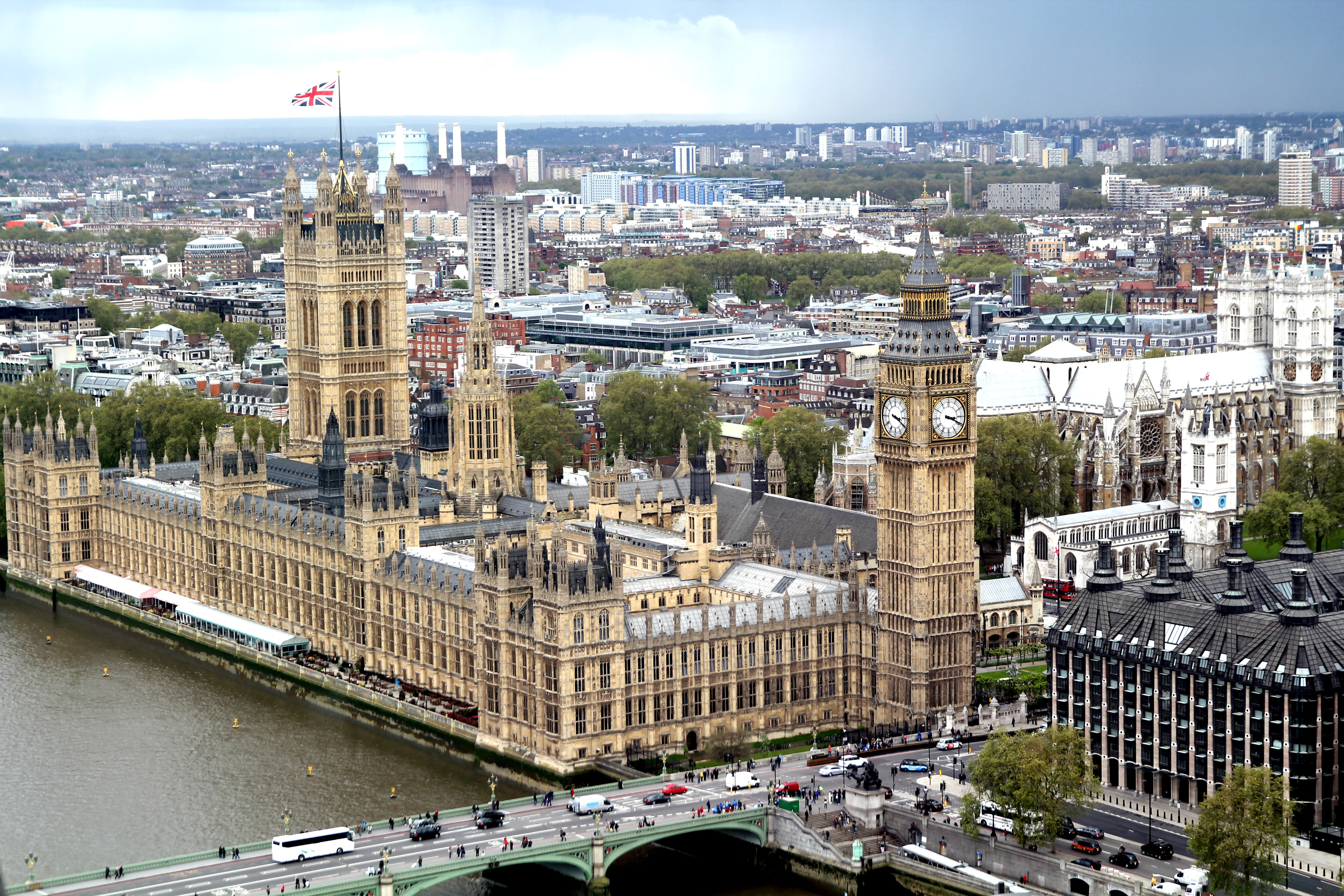
Nhìn từ vòng quay mắt Luân Đôn
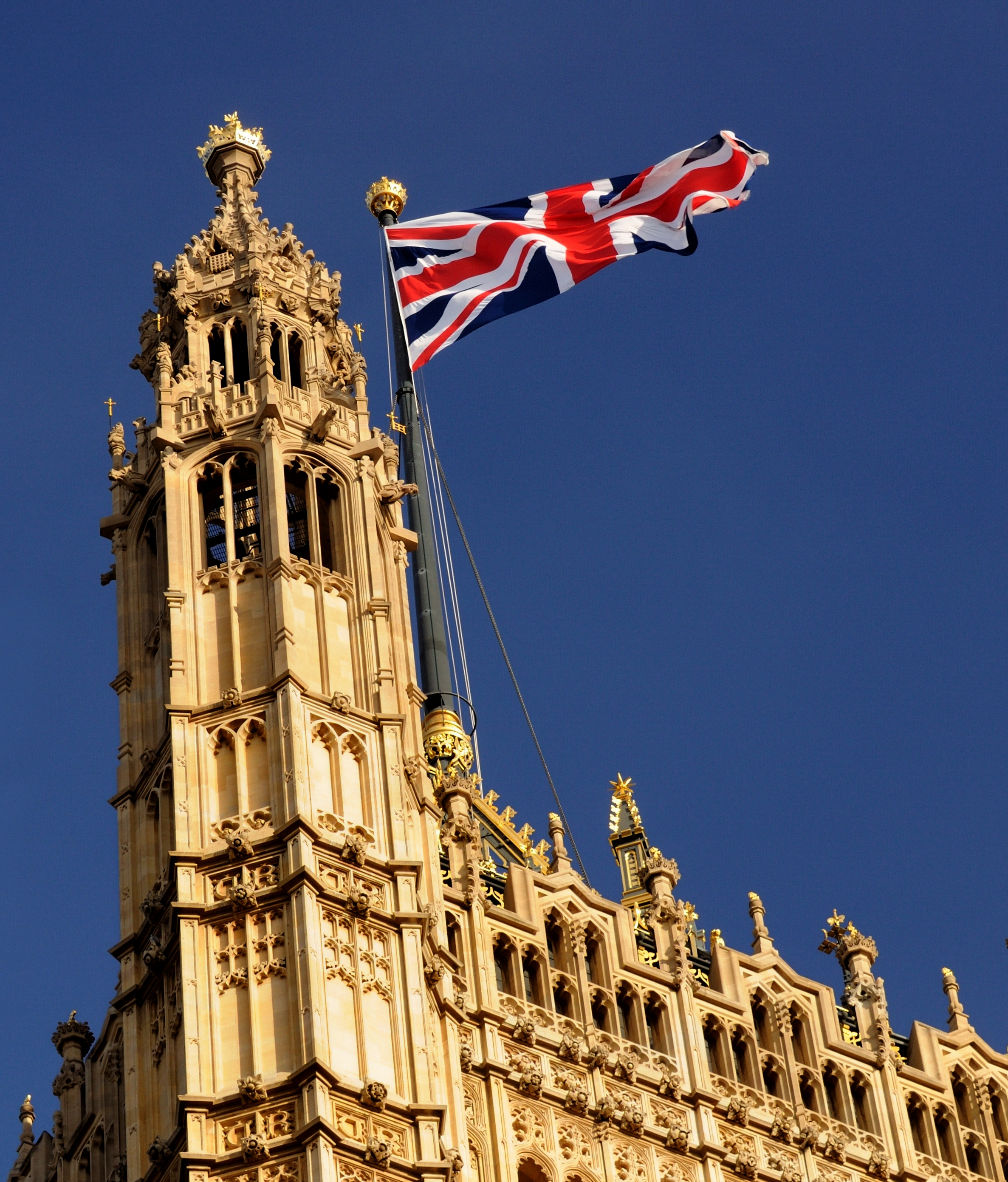
Tháp Victoria
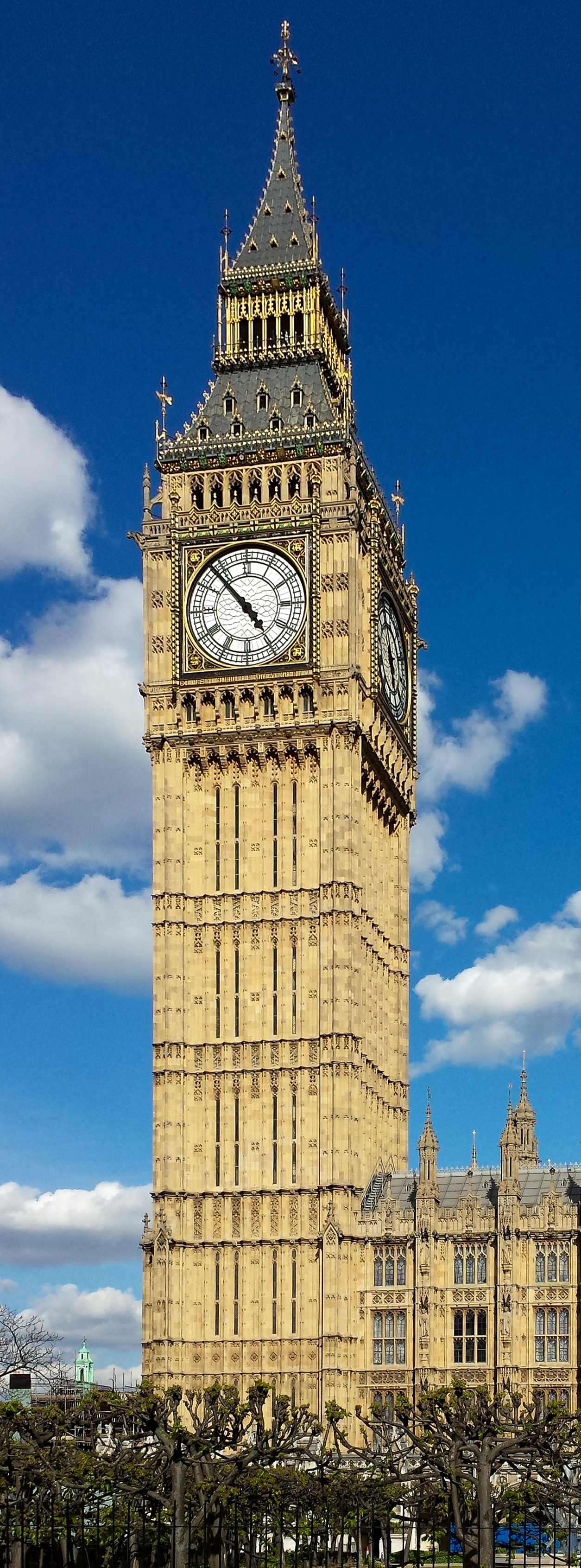
Tháp Elizabeth (Big Ben) mặt phía Tây
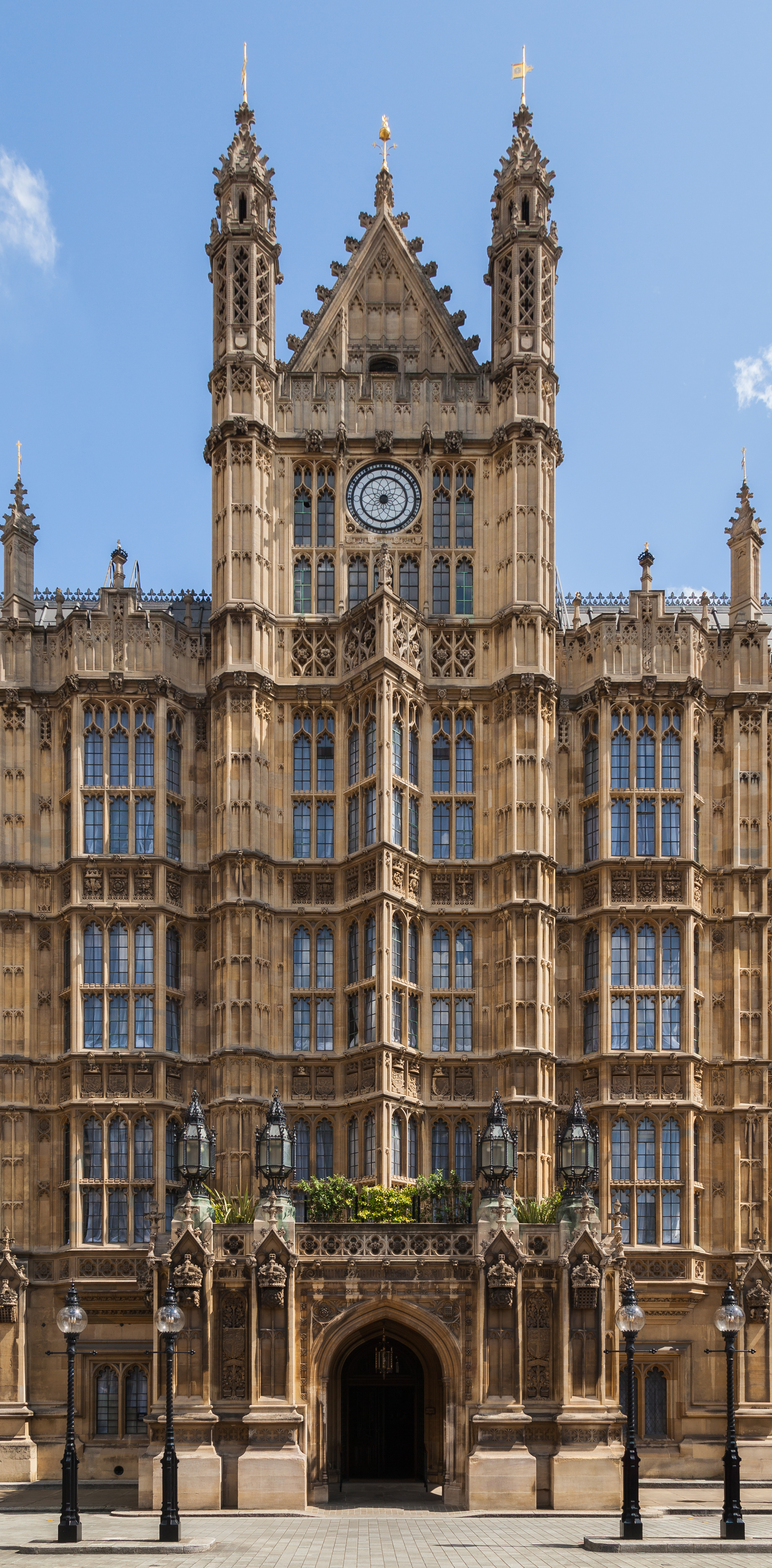
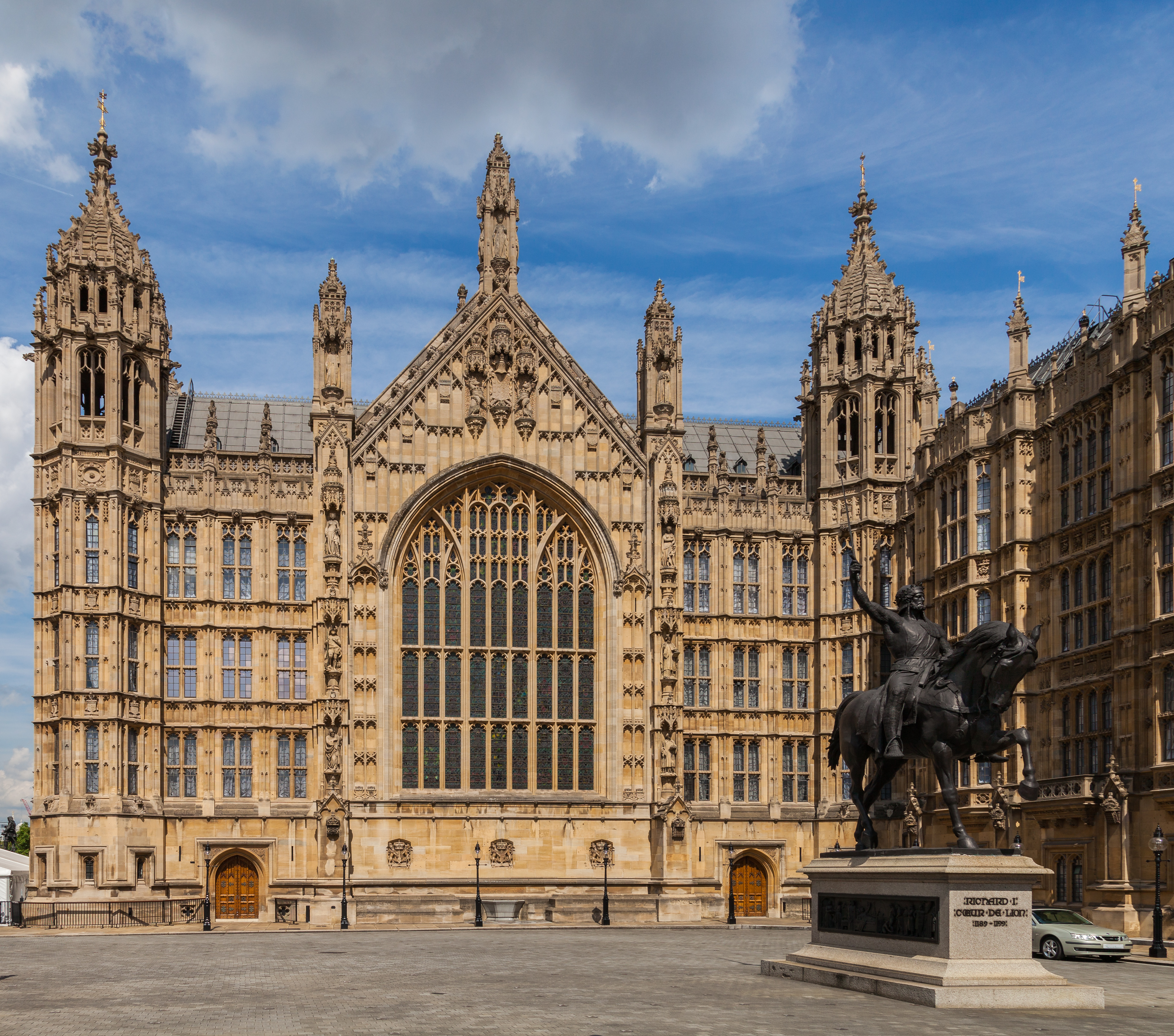